# La, La, Lucille
La, La, Lucille is een musical met muziek van George Gershwin en teksten van Arthur Jackson, Buddy DeSylva, Irving Caesar en Lou Paley op een libretto van Fred Jackson. De regisseur was Herbert Gresham en de choreografie was in handen van Julian Alfred. De try-out was in Boston en de première was op 26 mei 1919 in het Henry Miller Theatre op Broadway, New York. Het was de eerste musical van de 20-jarige Gershwin waar hij alle songs voor schreef.

## Verhaal
Het verhaal gaat over een rijke dame uit de betere kringen die een aanzienlijk fortuin aan haar neef nalaat op voorwaarde dat hij gaat scheiden van zijn vrouw, die werkt als danseresje bij de musical. Om zijn erfenis te kunnen krijgen, besluit hij zich aan die voorwaarden te houden en van haar te scheiden om opnieuw met haar te trouwen nadat hij het geld heeft ontvangen. Aangezien echtscheidingen alleen worden uitgesproken na overspel, regelt een hotelmedewerker in Philadelphia genaamd Lucille Jaynes-Smith dat hij wordt betrapt met een andere vrouw. Hij checkt zich in als John Smith, en er volgen tal van komische complicaties wanneer hij ontdekt dat er meer dan drie dozijn andere John Smiths zich hebben ingecheckt in het hotel.

## Cast
- Janet Velie - Lucille Jaynes Smith
- John E. Hazzard - John Smith
- J. Clarence Harvey - Jonathan Jaynes
- Helen Clark - Peggy Hughes
- Lorin Raker - Britton Hughes

## Songs
- When You Live In A Furnished Flat
- The Best Of Everything
- From Now On
- It’s Hard To Tell
- Tee-Oodle-Um-Bum-Bo
- Nobody But You
- It’s Great To Be In Love
- There’s More To The Kiss Than The Sound
- Somehow It Seldom Comes True
- The Ten Commandments Of Love

### Niet gebruikt
- The Love Of A Wife
- Our Little Kitchenette
- Money, Money, Money!
- Kisses

## Bijzonderheden
- Na de première moest men de uitvoeringen stoppen vanwege een staking onder de acteurs op 19 augustus. Nadat het geschil was opgelost, gingen de voorstellingen weer door op 8 september in het Criterion Theatre en bleef daar lopen tot 11 oktober 1919. Er zijn in totaal 104 voorstellingen geweest. Het gezelschap maakte daarna een tournee door de VS en Canada in 1920 en 1921.
- In september 1919 werd door het orkest van Carl Fenton een medley van de show opgenomen evenals het Van Eps Banta Trio.
- In 1920 werd de musical verfilmd.
- In 1966 schreef John Kander voor de musical Cabaret om de sfeer van de jaren twintig te benaderen het liedje 'Two Ladies' waarvan de melodie gebaseerd is op 'Tee-Oodle-Um-Bum-Bo'.